# 14 Korpus Obrony Powietrznej (ZSRR)
14 Korpus Obrony Powietrznej – wyższy związek taktyczny wojsk obrony powietrznej Sił Zbrojnych ZSRR.

## Struktura organizacyjna
W latach 1991–1992
- dowództwo – Tbilisi
- 144 Brygada Rakietowa Obrony Powietrznej – Tbilisi
- 96 Brygada Rakietowa Obrony Powietrznej – Erywań
- 643 pułk rakietowy OP – Gudauta
- 79 Brygada Radiotechniczna – Marneuli
- Brygada Radiotechniczna – Batumi
- 27 pułk radiotechniczny